# Lanškroun
Lanškroun (tjekkisk udtale: [ˈlanʃkroun]; tysk: Landskron) er en by i regione Ústí nad Orlicí  i regionenPardubice i Tjekkiet . Byen har omkring 9.300 indbyggere, og ligger på grænsen mellem de historiske lande Bøhmen og Mähren. Den historiske bymidte er velbevaret og er beskyttet ved lov som en urban monumentzone.
Lanškroun består af bydelene Dolní Třešňovec, Lanškroun-Vnitřní Město, Ostrovské Předměstí og Žichlínské Předměstí.

## Etymologi
Det oprindelige historiske navn på Lanškroun var Landeskrone, hvilket betyder "Lands krone". Den henviste til dens beliggenhed på grænsen mellem de historiske lande Bøhmen og Mähren.

## Geografi
Lanškroun ligger omkring 10 km  nordøst for Ústí nad Orlicí og 50 km  øst for Pardubice. Den ligger ved Orlické-forbjergene. Det højeste punkt er på 449 meter  over havets overflade.
Třešňovský-strømmen løber gennem byen. I den nordvestlige del af kommunens område ligger et forløb af seks damme ved Ostrovský-strømmen. Den største af dem er Dlouhý, der bruges til rekreative formål og vandsport. De nordligste damme Pšeničkův og Olšový og området omkring Zadní-strømmen før dens sammenløb med Ostrovský-strømmen er beskyttet som et naturreservat i Lanškroun-dammen naturpark.

## Historie
Den første skriftlige omtale af Lanškroun er fra 1285, hvor den blev doneret af kong Wenceslaus 2. til Zavis af Falkenstein. Lanškroun blev grundlagt under koloniseringen i anden halvdel af det 13. århundrede under navnet Landeskrone. Den blev det økonomiske centrum for den store ejendom Lanšperk og senere for separat Lanškroun ejendom.
I 1304 blev Lanškroun ejendom under Zbraslav Kloster og i 1358 blev det erhvervet af det romersk-katolske bispedømme Leitomischl. I 1371 blev et augustinerkloster grundlagt. I 1421 blev byen erobret af Jan Žižka. Efter hussitterkrigene blev godset erhvervet af den adelige familie Kostka af Postupice. Det begyndte at blomstre og opnåede forskellige privilegier. I 1507 blev den købt af familien Pernštejn. Så blev det kort holdt af Hrzáns af Harasov, og efter Slaget ved Det Hvide Bjerg blev det købt af Liechtenstein-familien.
Under 30-årskrigen blev byen gentagne gange brændt ned og plyndret af den svenske hær, og katoliseringen begyndte. Efter krigen faldt folketallet betydeligt. Det blev genbefolket af tyske nybyggere, og i 1683 er tysk blevet det officielle sprog.
I løbet af det 18. århundrede var Lanškroun en gennemsnitlig livegenby. I 1848 blev livegenskabet afskaffet, og Lanškroun blev en distriktsby. I 1870'erne begyndte industrialiseringen. Jernbanen blev bygget i 1884–1885.
Indtil 1918 var byen en del af Østrig-Ungarn som sæde for distriktet Landskron i Böhmen, en af de 94 Bezirkshauptmannschaften i Bøhmen .  Efter 1919 blev det en del af Tjekkoslovakiet . I 1938 blev det besat af tyske tropper som protektoratet Bøhmen og Mähren, ifølge München-aftalen.
Indtil fordrivelsen af tyskere efter 2. verdenskrig af den tysktalende befolkning fra Lanškroun i 1946, havde størstedelen af byens befolkning været tysk. Efter fordrivelsen blev byen fuldstændig tjekkisk. I 1945 ophørte det med at være distriktsby.